# Мелиоративный
Мелиорати́вный (карел. Meliorativnoi) — посёлок в Прионежском районе Республики Карелия, административный центр и единственный населённый пункт Мелиоративного сельского поселения.

## Общие сведения
Посёлок расположен в 14 км к северо-западу от Петрозаводска на автомагистрали «Кола».
В посёлке работает школа, детский сад, амбулатория, библиотека.
Действует церковь во имя прп. Серафима Саровского.

## История
В дореволюционное время на месте поселения находился хутор Колина.
В 1930-х гг. на базе хутора было открыто подсобное хозяйство исполкома Прионежского районного совета. В 1936 г. оно было передано Народному комиссариату социального обеспечения для организации дома психохроников.
В 1947 году на месте нынешнего посёлка была образована мелиоративно-строительная организация «Совхозмелиоводстрой», затем в 1953 году создана Петрозаводская машинно-мелиоративная станция. В 1960-е годы посёлок назывался То́мицы.

## Население
| 1989  | 2002  | 2009  | 2010  | 2012  | 2013  | 2014  |
| ----- | ----- | ----- | ----- | ----- | ----- | ----- |
| 2367  | ↗2469 | ↘2430 | ↗2475 | ↘2407 | ↘2371 | ↘2347 |
| 2015  | 2016  | 2017  | 2018  | 2019  | 2020  | 2021  |
| ↘2329 | ↘2312 | ↘2264 | →2264 | ↘2236 | ↘2211 | ↗2245 |
| 2023  |       |       |       |       |       |       |
| ↘2173 |       |       |       |       |       |       |

## Улицы
- ул. Лесная
- ул. Лыжная
- ул. Петрозаводская
- ул. Садовая
- ул. Строительная